# Pascalis Arbanitides
Pascalis Arbanitides (Grieks: Πασχάλης Αρβανιτίδης) (Doxato, 24 augustus 1946) is een Grieks zanger.

## Biografie
Arbanitides werd in 1946 geboren in het Noord-Griekse Doxato. In de jaren zestig werd hij bassist en zanger van het groepje The Olympians, maar al snel stapte hij over naar het solowerk. Hij focuste zich vooral op het segment van de schlager. Bij het grote publiek is hij vooral bekend geworden vanwege zijn deelname aan het Eurovisiesongfestival 1977. Dat jaar werd hij door de Griekse openbare omroep intern aangewezen om zijn vaderland te vertegenwoordigen, samen met Marianna, Robert en Bessy. Met het nummer Mathema solfege, een nummer over wiskunde, eindigde het gelegenheidsviertal op de vijfde plaats, een eindklassering die pas 24 jaar later verbeterd zou worden.
1974: Marinella · 
1976: Mariza Koch · 
1977: Pascalis, Marianna, Robert & Bessy · 
1978: Tania Tsanaklidou · 
1979: Elpida · 
1980: Anna Vissi & Epikouri · 
1981: Yiannis Dimitras · 
1983: Kristi Stassinopoulou · 
1985: Takis Biniaris · 
1987: Bang · 
1988: Afroditi Frida · 
1989: Mariana Efstratiou · 
1990: Christos Callow & Wave · 
1991: Sophia Vossou · 
1992: Cleopatra · 
1993: Katerina Garbi · 
1994: Kostas Bigalis & The Sea Lovers · 
1995: Elina Konstantopoulou · 
1996: Mariana Efstratiou · 
1997: Marianna Zorba · 
1998: Thalassa · 
2001: Antique · 
2002: Michalis Rakintzis · 
2003: Mando · 
2004: Sakis Rouvas · 
2005: Elena Paparizou · 
2006: Anna Vissi · 
2007: Sarbel · 
2008: Kalomira · 
2009: Sakis Rouvas · 
2010: Giorgos Alkaios & Friends · 
2011: Loukas Giorkas feat. Stereo Mike · 
2012: Eleftheria Eleftheriou · 
2013: Koza Mostra feat. Agathonas Iakovidis · 
2014: Freaky Fortune feat. RiskyKidd · 
2015: Maria Elena Kiriakou · 
2016: Argo · 
2017: Demy · 
2018: Gianna Terzi · 
2019: Katerine Duska · 
2021: Stefania · 
2022: Amanda Tenfjord · 
2023: Victor Vernicos · 
2024: Marina Satti · 
2025: Klavdia